# South Koochiching, Minnesota
Xã South Koochiching (tiếng Anh: South Koochiching Township) là một xã thuộc quận Koochiching, tiểu bang Minnesota, Hoa Kỳ. Năm 2010, dân số của xã này là 189 người.